# 懼內
懼內，又稱怕老婆或老婆奴，是指已婚男性畏懼自己妻子。由於大部份社會為父系社會，以父權為主，傳統上都有不同程度的男尊女卑現象，因此一些男性順從自己妻子被視為懼內，是一種不體面的事。而這種婚姻當中的妻子往往被視為惡妻。

## 各地同義詞語
由於北宋人陳慥（字季常）畏懼妻子柳氏，因此中文裡又把懼內稱為季常之癖。
四川话：耙耳朵（𤆵耳朵）。四川人認為懼內者耳朵軟，對妻子言聽計從。例：清代凱江省三子，本名劉省三，四川中江縣人，在其著作《躋春臺》中有文句「問新人也不知夫向何往，莫不是耙耳朵怕見婆娘。」
在日本則稱為恐妻家。